# Campeonato Mundial de Balonmano Femenino de 2029
El XXIX Campeonato Mundial de Balonmano Femenino se celebrará en España en el año 2029 bajo la organización de la Federación Internacional de Balonmano (IHF) y la Federación Española de Balonmano.

## Clasificación
| Competición                      | Fecha                                        | Sede                         | Plazas | Equipos clasificados |
| -------------------------------- | -------------------------------------------- | ---------------------------- | ------ | -------------------- |
| País anfitrión                   | —                                            | —                            | 1      | España               |
| Campeonato Mundial               |                                              | Hungría                      |        |                      |
| Campeonato Africano              |                                              |                              |        |                      |
| Campeonato Europeo               | 30 de noviembre y el 17 de diciembre de 2028 | Noruega · Dinamarca · Suecia |        |                      |
| Campeonato Asiático              |                                              |                              |        |                      |
| Proceso europeo de clasificación |                                              | —                            |        |                      |
| Campeonato Panamericano          |                                              |                              |        |                      |
| TOTAL                            |                                              |                              | 32     | 1                    |